# Wiedemannia rudebecki
Wiedemannia rudebecki är en tvåvingeart som beskrevs av Smith 1967. Wiedemannia rudebecki ingår i släktet Wiedemannia och familjen dansflugor. Inga underarter finns listade i Catalogue of Life.